# Fujiwara no Ieyoshi
Fujiwara no Ieyoshi (藤原家良; 1192 – 1264) è stato un poeta giapponese waka del primo periodo Kamakura.
Il secondo figlio del Dainagon Tadayoshi Awataguchi. È designato come membro dei Trentasei nuovi immortali della poesia (新三十六歌仙 Shin Sanjūrokkasen).

## Biografia
Nato nel 1192, suo padre, Tadayoshi, mancava di capacità politiche, ma è stato un poeta waka ed ha 69 poesie nel Chokusen wakashū. Sua nonna era la figlia del famoso poeta Fujiwara no Akisuke che è stato selezionato nello Ogura Hyakunin Isshu.
Durante la guerra Jokyu (1221) la posizione di Ieyoshi è sconosciuta, ma si presume che abbia seguito le intenzioni del capofamiglia Konoe, Konoe Motomichi. Dopo il tumulto, mentre gli stretti collaboratori dell'imperatore Go-Toba venivano deposti, Ieyoshi, che non era un aiutante dell'emerito, iniziò a essere promosso rapidamente. Inoltre, in questo periodo, si guadagnò la fiducia del Kujō Michiie e fu trattato bene quando visitò la residenza di Michiie.
Nel 1238 Dainagon e nel 1240 divenne Naidaijin (Ministro dell'Interno). Sebbene suo padre fosse politicamente incompetente, fu promosso a Naidaijin a causa delle sue elevate capacità politiche e della sua parentela materna.

## Opera poetica
Divenne un discepolo di Fujiwara no Teika ed era eccellente nella poesia waka. Rifiutò di essere ministro dell'Interno nel 1242 e dopo la morte di Teika in agosto, raccolse principalmente poesie giapponesi nel Mandaishu. Nei suoi ultimi anni è stato l'autore del Shokukokin Wakashu, 118 sue poesie sono raccolte nel Chokusen wakashū.